# Rayan Rebbadj
Pas d'image ? Cliquez ici

a Compétitions nationales et continentales officielles uniquement.

b Matchs officiels uniquement.
Dernière mise à jour le 24 avril 2024.
Rayan Rebbadj, né le 15 août 1999 à Martigues (Bouches-du-Rhône), est un joueur français de rugby à XV et international français de rugby à sept jouant aux postes d'ailier ou de centre au sein du Rugby Club toulonnais.
Son frère ainé Swan Rebbadj est un joueur international français de rugby à XV et joue également au RC Toulon.
En rugby à sept, il est notamment médaillé d'or durant les Jeux olympiques 2024. 

## Biographie
Rayan Rebbadj naît à Martigues le 15 août 1999, dans une famille d'origine algérienne. À la fin des années 1980, ses oncles Rabah et Salek, ont porté les couleurs du RC Toulon. Il pratique le rugby à XV dès son plus jeune âge, suivant les traces de son grand frère Swan. Formé à Port-de-Bouc, au sein du Rugby Club Port-de-Bouc, puis arrivé en espoir au Rugby Club toulonnais, il a gravi les échelons des catégories jeunes avec succès, remportant notamment le titre de champion de France espoirs.
Rayan Rebbadj est un joueur polyvalent qui peut évoluer à plusieurs postes au sein de l'équipe de France à sept.
Rayan Rebbadji a également participé à la première saison du Supersevens, compétition professionnelle de rugby à sept, en 2020.
En 2021, il signe son premier contrat professionnel avec le RC Toulon. Il fait ses premiers pas en équipe première en étant titularisé pour la première fois de sa carrière lors d'un match de Challenge européen contre les Worcester Warriors en janvier 2022.

## Palmarès

### En club
- Vainqueur du Championnat de France espoirs en 2019.

### En équipe nationale
Équipe de France à sept:
- Troisième du Tournoi de Hong Kong en 2022.
- Troisième du Tournoi de Toulouse en 2023.
- Deuxième du Tournoi de Vancouver en 2023.
- Troisième du Tournoi de Vancouver en 2024
- Vainqueur du Tournoi de Los Angeles en 2024[6],[7].
- Deuxième du Tournoi de Hong Kong en 2024.
- Vainqueur de la série mondiale 2023-2024 (Tournoi de Madrid)[8]
- Champion olympique 2024

## Distinctions

### Décorations
Chevalier de la Légion d'honneur (décret du 23 septembre 2024)